# Aleksandr Ivanovič Černyšëv
Aleksandr Ivanovič Černyšëv (in russo Александр Иванович Чернышёв?; Mosca, 10 gennaio 1786 – Castellammare di Stabia, 20 giugno 1857) è stato un generale, diplomatico e politico russo.
Giovane e brillante ufficiale aristocratico della cavalleria della Guardia russa, aiutante di campo dello zar Alessandro I, si mise in evidenza per talento militare, intelligenza e capacità diplomatiche durante il periodo napoleonico. Dopo aver partecipato alle battaglie della Terza coalizione e della Quarta coalizione, svolse alcune importanti missioni diplomatiche a Parigi, prima di combattere con coraggio e grande audacia durante la campagna di Russia. Comandante di veloci e agili reparti di cavalleria, Černyšëv, promosso colonnello e poi generale, guidò una serie di brillanti incursioni nelle retrovie francesi contribuendo alla vittoria. Svolse un ruolo di rilievo anche durante la guerra della Sesta coalizione, sempre al comando di reparti di cavalleria, favorendo l'avanzata dell'esercito russo in Germania, dopo la distruzione della Grande Armata.
Dopo la guerra, durante la quale aveva evidenziato ambizione, capacità e risolutezza, Černyšëv continuò una prestigiosa carriera politico-militare, assumendo un ruolo di grande importanza sotto il regno di Nicola I, come ministro della Guerra dal 1827 al 1852 e come capo del gabinetto dei ministri dal 1848 al 1856.

## Biografia

### Inizi della carriera militare
Aleksandr Černyšëv apparteneva a una famiglia dell'aristocrazia russa. Suo zio Aleksandr Lanskoj era stato amante della zarina Caterina II, suo padre, Ivan Černyšëv, era stato tenente generale e senatore. Il giovanissimo Černyšëv venne notato per la prima volta nel 1810 durante un ballo per celebrare l'incoronazione dello zar Alessandro I; la vivacità e la sicurezza del giovane attrassero l'attenzione del sovrano che lo inserì tra i paggi imperiali e in seguito tra i suoi aiutanti di campo.
Nel 1802 Aleksandr Černyšëv entrò nel prestigioso Reggimento della Guardia a cavallo (Конногвардейский полк). Poručik della Guardia dal settembre 1804, prese parte alle guerre napoleoniche distinguendosi nelle battaglie di Vyškov e di Austerlitz (terza coalizione); il suo comportamento ad Austerlitz gli fece ottenere l'Ordine di San Vladimiro. Si mise in evidenza anche nelle battaglie della quarta coalizione di Heilsberg e di Friedland, dopo le quali fu insignito dell'Ordine di San Giorgio, quarta classe, e della Spada d'oro al coraggio.

### Incarichi diplomatici e spionaggio

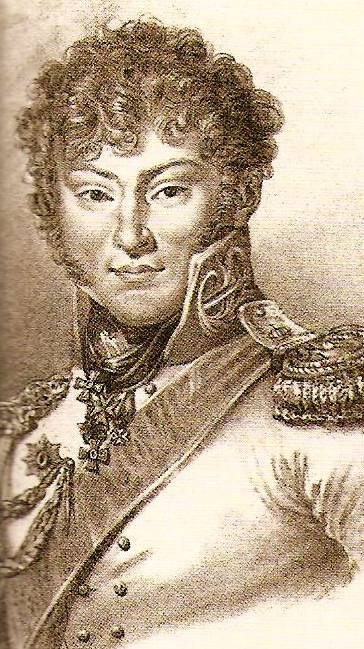
Immagine giovanile di Aleksandr Černyšëv

Dopo la firma del trattato di Tilsit, che sancì la fine delle ostilità fra Francia e Russia, ebbe inizio la carriera diplomatica di Černyšëv il quale nel 1808 fu designato dallo zar Alessandro I di Russia suo inviato personale presso Napoleone, in quel periodo intento a preparare l'invasione della penisola iberica. Černyšëv raggiunse l'imperatore dei francesi a Bayonne, riuscì a guadagnare la fiducia di Napoleone e a diventare realmente il contatto personale fra i due imperatori, indipendente dall'ambasciatore russo a Parigi. Al seguito dello stato maggiore francese, Černyšëv fu al fianco di Napoleone durante le guerre della Quinta Coalizione; dopo la battaglia di Wagram (luglio 1809) ricevette da Napoleone la Legion d'onore. Nell'ottobre dello stesso anno fu promosso rittmeister della Guardia a cavallo, e l'anno successivo colonnello.
Fisicamente prestante, brillante, ambizioso, intelligente e capace, Černyšëv era molto preparato e in grado di comprendere le implicazioni di alta strategica e di politica internazionale militari degli eventi in corso in Europa; era ormai altamente stimato dallo zar e molto considerato nell'ambiente militare e politico russo. Nel 1810 venne nominato addetto militare a Parigi, dove svolse una notevole e importante attività di spionaggio per raccogliere informazioni sull'apparato militare francese e sui programmi di Napoleone. Mentre l'alto funzionario dell'ambasciata Karl Vasil'evič Nesselrode si occupava di raccogliere notizie dalle sue fonti nella diplomazia, Černyšëv disponeva di informatori nell'ambiente militare francese, tra cui un dipendente nel Consiglio di Stato, uno nell'amministrazione militare, un terzo in un ufficio importante del ministero della Guerra francese. Quest'ultimo era la fonte più importante per Černyšëv da cui egli otteneva ogni mese una copia del libro segreto in cui erano elencati i numeri, gli spostamenti e la dislocazione di ogni reggimento dell'esercito francese.
Černyšëv dimostrò perspicacia e coraggio; dai suoi informatori apprese che i francesi stavano potenziando la loro cavalleria e che progettavano la costruzione di carri di grandi dimensioni, idonei al terreno e al clima russo, egli stesso si infiltrò travestito in una delle fabbriche per vedere questi mezzi. Da questi fatti dedusse che un attacco della Francia era imminente. Egli inoltre venne a conoscenza a grandi linee del piano di operazioni di Napoleone in caso di guerra con la Russia; mostrando una notevole capacità di analisi, il giovane colonnello informò lo zar e i suoi comandanti che l'imperatore francese sarebbe stato in grado di radunare grandi forze per la guerra e consigliò di adottare una tattica di attesa, cercando di attirare e logorare il nemico nell'interno della Russia. Černyšëv proponeva di mobilitare tutte le risorse materiali e morali dell'impero, stimolando la religiosità e il patriottismo per respingere il probabile invasore; evidenziò i problemi di Napoleone e la sua necessità di concludere rapidamente la guerra.

### Campagna del 1812-1814
Mentre continuava la sua attività di spionaggio in Francia, Černyšëv aveva anche intrapreso altre importanti missioni diplomatiche; in particolare nell'inverno 1810 si recò a Stoccolma dove incontrò il maresciallo Jean-Baptiste Bernadotte, appena designato erede al trono di Svezia. I due erano intimi amici e già in precedenza a Parigi il maresciallo francese aveva assicurato a Černyšëv che egli, in caso di sua designazione, non sarebbe stato affatto uno strumento di Napoleone ma che al contrario avrebbe soprattutto salvaguardato i legami con la Russia. A Stoccolma egli ricevette nuove assicurazioni da Bernadotte e poté inviare allo zar informazioni tranquillizzanti: la Svezia non si sarebbe unita all'invasione francese.
Nel febbraio 1812 l'incarico all'ambasciata francese di Černyšëv ebbe una brusca interruzione; il 26 febbraio il ministro di polizia Jean Marie Savary era sulle sue tracce e lo costrinse a lasciare Parigi; nel suo appartamento vennero ritrovati documenti compromettenti per permisero di individuare e fucilare il traditore al ministero della Guerra e di organizzare una campagna di propaganda anti-russa in Francia, alla vigilia dell'invasione.

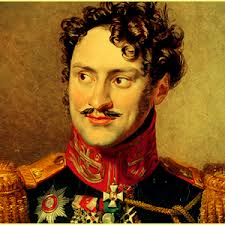
Aleksandr Černyšëv

Aleksandr Černyšëv ritornò quindi a Pietroburgo e rimase accanto ad Alessandro nella prima fase della campagna di Russia; egli in precedenza aveva proposto di prendere l'iniziativa anticipando l'attacco francese ed entrando in Polonia, ma dopo l'invasione confermò le sue valutazioni precedenti sugli obiettivi di Napoleone e sulle debolezze della sua strategia. Godendo della piena fiducia dello zar, Černyšëv accrebbe ancora il suo prestigio e la sua influenza e collaborò alla stesura dei nuovi piani di guerra; dopo la battaglia di Borodino Alessandro lo inviò al quartier generale del maresciallo Michail Kutuzov per illustrare i dettagli del grande progetto studiato per attaccare e distruggere la Grande Armata, isolata nel cuore della Russia.
Černyšëv raggiunse il quartier generale del maresciallo Kutuzov a sud-ovest di Mosca il 20 settembre 1812, dopo aver compiuto un lungo percorso a est della città per evitare le truppe francesi; egli poté descrivere accuratamente il piano studiato da Alessandro, anche con la sua collaborazione diretta, per intrappolare Napoleone tra i tre eserciti del generale Peter Wittgenstein, dell'ammiraglio Pavel Čičagov e di Kutuzov. Allo zar scrisse che il maresciallo Kutuzov e il generale Levin von Bennigsen giudicavano favorevolmente il progetto e che i francesi apparivano in una "brutta situazione". Subito dopo Černyšëv ripartì e si diresse a sud per raggiungere in Ucraina nord-occidentale il comando dell'ammiraglio Čičagov, a cui comunicò a sua volta il piano di azioni combinate.
In ottobre finalmente Černyšëv ricevette un incarico operativo e poté dimostrare audacia, spirito di iniziativa e grande energia al comando di distaccamenti di cavalleria impegnati in incursioni nelle lontane retrovie francesi, diventando in breve il più famoso e abile comandante russo di formazioni partigiane durante la guerra. Al comando di sette squadroni di cavalleria regolare, di tre reggimenti cosacchi ed un reparto di calmucchi, Černyšëv diresse una prima serie di incursioni in profondità nel Granducato di Varsavia dove distrusse depositi di materiali ed equipaggiamenti, intercettò le linee di comunicazione nemiche e tenne testa alle unità di cavalleria austriache inviate alla sua ricerca. Dopo questi primi successi, guidò reparti cosacchi verso nord nelle retrovie francesi e si ricongiunse con l'esercito russo al comando del generale Wittgenstein al quale diede informazioni sulla situazione dell'armata dell'ammiraglio Čičagov. Durante questa audace spedizione Černyšëv era anche riuscito a liberare il generale Ferdinand von Wintzingerode che, fatto prigioniero dai francesi a Mosca, veniva trasferito in Francia. Per questi brillanti risultati lo zar lo promosse a ventisette anni maggior generale.

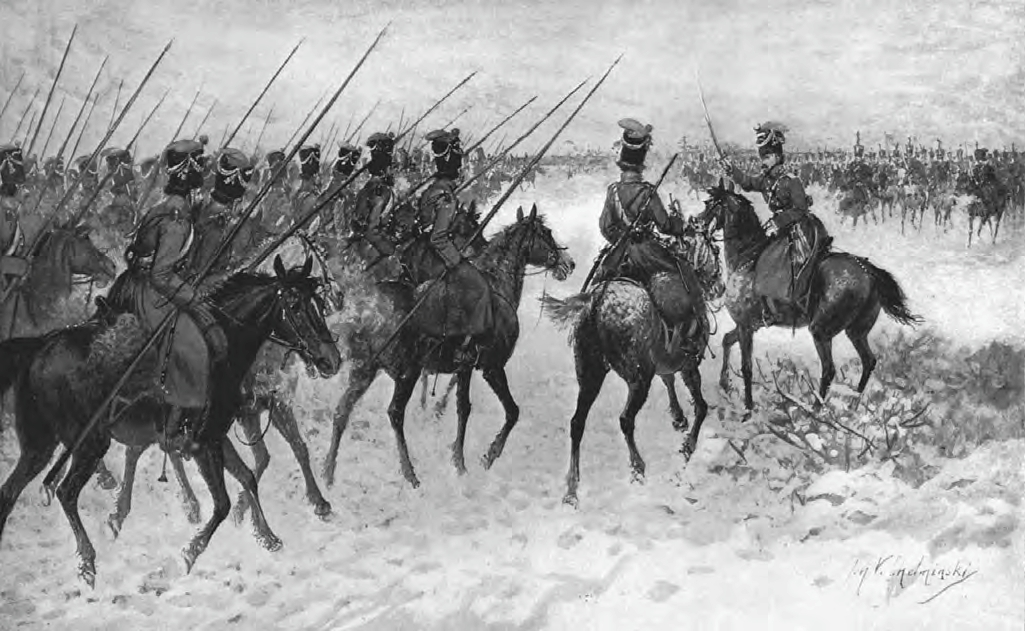
Reparto di cavalleria cosacca durante la guerra del 1812-1814.

Dopo questi successi il 22 gennaio 1813 Černyšëv propose al maresciallo Kutuzov di sfruttare la disastrosa situazione dei resti della Grande Armata al termine della ritirata dalla Russia e organizzare alcuni distaccamenti di cavalleria per effettuare nuove incursioni in profondità oltre la Vistola e l'Oder, penetrando in territorio tedesco. Egli riteneva che le retrovie nemiche fossero molto vulnerabili e che la cavalleria francese fosse ormai debole; Černyšëv inoltre credeva che queste incursioni fino in Germania avrebbero favorito l'attesa decisione della Prussia di rompere l'accordo con la Francia e allearsi con la Russia. Il maresciallo Kutuzov approvò gli audaci piani di Černyšëv e organizzò tre "distaccamenti volanti" di cui uno venne assegnato al giovane generale; Černyšëv guidava una formazione mista di cavalleria regolare e cosacchi con due cannoni di artigliaria a cavallo, e operava nelle retrovie del quartier generale del comandante in capo francese Eugenio Beauharnais a Poznań.
Avendo di fronte solo deboli formazioni di cavalleria nemiche, i reparti di Černyšëv ottennero continui successi;  nel combattimento di Zirche, sul fiume Warthe sconfissero 2 000 lanceri lituani; il generale aveva organizzato un doppio attacco contemporaneo di fronte e alle spalle e sbaragliò gli avversari. Sfruttando la grande mobilità, i cavalleggeri russi colpivano depositi, magazzini, infrastrutture e piccoli reparti francesi; anticipando il disgelo primaverile, Černyšëv riuscì ad attraversare con i suoi reparti l'Oder sul ghiaccio ormai molto sottile e poté riprendere le azioni in Prussia, attaccando, insieme alle altre colonne volanti, la guarnigione di Berlino. La cavalleria leggera di Černyšëv operava centinaia di chilometri più avanti del grosso dell'esercito russo ed, essendo estremamente mobile, riuscì a creare disordine nelle retrovie francesi, interruppe ripetutamente le vie di comunicazione e svolse un ruolo di notevole importanza che favorì l'avanzata in Germania e contribuì alla continua ritirata dei francesi. Il 2 aprile 1813 Černyšëv ottenne una nuova vittoria attaccando e sconfiggendo una divisione francese a Lüneburg.
Durante la campagna della primavera e dell'autunno 1813 Černyšëv continuò a combattere con valore e abilità alla testa di reparti di cavalleria leggera. Alla vigilia dell'armistizio temporaneo del giugno 1813, stava minacciando, insieme ad altri reparti mobili le retrovie dell'armata di Napoleone ed era giunto nella vicinanze di Lipsia; dopo la ripresa dei combattimenti ebbe parte decisiva nella vittoria di Hagelberg del 27 agosto 1813, dove con i suoi cosacchi attaccò alle spalle la divisione francese del generale Jean-Baptiste Girard che fu messa in rotta.
Posto alle dipendenze dell'Armata del Nord guidata dall'erede al trovo svedese Bernadotte, ricevette nel settembre 1813 l'incarico di organizzare una nuova incursione in profondità a ovest dell'Elba con cinque reggimenti cosacchi, sei squadroni di cavalleria regolare e quattro cannoni. Černyšëv diede inizio alla missione il 14 settembre attraversando il fiume e avanzando rapidamente su Kassel, capitale del regno di Vestfalia. Muovendosi con grande velocità le sue forze sorpresero i nemici e il 29 settembre entrarono a Kassel da cui era precipitosamente fuggito Girolamo Bonaparte, fratello minore di Napoleone e sovrano del regno di Vestfalia; Černyšëv catturò notevoli quantità di materiali e provviste e si impadronì del fondo di guerra rinvenuto nella città. Nonostante il brillante successo, egli non poteva resistere isolato e ben presto dovette abbandonare Kassel per sfuggire ai rinforzi nemici.
Černyšëv partecipò anche alle ultime fasi della guerra della Sesta coalizione e all'invasione della Francia; nel marzo del 1814, all'età di ventisette anni venne promosso, per i meriti di guerra, tenente generale. Strettamente legato ad Alessandro, fece parte del suo seguito durante il Congresso di Vienna del 1814-1815.

### Carriera politica

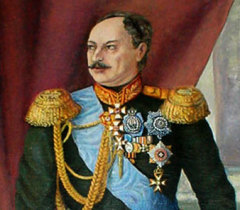
Aleksandr Černyšëv negli ultimi anni della sua vita.

Nel 1821 Černyšëv divenne comandante della Divisione leggera di Guardie a cavallo e stabilì contatti sempre più stretti col granduca Nicola, il futuro zar Nicola I di Russia. L'ascesa di Nicola al trono e la repressione della rivolta dei decabristi, gli ufficiali della guardia che non intendevano riconoscere il nuovo zar e chiedevano riforme liberali, diede un impulso alla carriera politica di Černyšëv, che si unì al circolo degli ufficiali più reazionari fedeli al nuovo zar.  Lo zar lo nominò membro della commissione d'inchiesta sulla rivolta. Černyšëv fu quindi premiato con i titoli di conte (1826) e generale di Cavalleria (1827); ottenne inoltre un seggio al Consiglio di Stato e la nomina a ministro della guerra (1832). Nel 1848, Černyšëv raggiunse grande influenza nell'Impero e divenne presidente del Consiglio di Stato e poco dopo, alla morte di Vasilij Vasil'evič Levašov, presidente del Consiglio dei ministri, incarico che resse fino al 1856.
Nel romanzo storico Chadži-Murat di Lev Tolstoj, ambientato nel 1851, l'autore descrisse negativamente Černyšëv, considerato un individuo gretto e venale, intento a sabotare i tentativi del generale Michail Semënovič Voroncov di ottenere la collaborazione di Hadji Murad per invidia verso il generale («Černyšëv non aveva alcuna simpatia per Voroncòv, sia perché questi godeva della stima di tutti, sia perché era ricchissimo, sia perché era un vero barin, mentre Černyšëv era solo un parvenu»). Secondo Tolstoj, Černyšëv godeva di scarsa stima anche da parte dello zar («[Nicola] sopportava a fatica Černyšëv, pur considerandolo attualmente insostituibile; egli infatti lo riteneva un gran mascalzone, e gli era noto il suo tentativo di rovinare Zachar Černyšëv al processo dei decabristi per impadronirsi dei suoi averi.»).
Černyšëv fu rimosso dal suo incarico nel 1856 dal nuovo zar Alessandro II che ritenne il ministro, la cui salute peraltro si era indebolita, responsabile della sfavorevole conclusione della guerra di Crimea.

## Matrimoni

### Primo Matrimonio
Nel 1816 sposò la principessa Teofilia Morawska (12 aprile 1791-19 settembre 1828), figlia del maggiore generale Ignaz Karl Morawski. Divorziarono nel 1821.

### Secondo Matrimonio
Sposò, il 7 febbraio 1823, la principessa Elizaveta Aleksandrovna Belosel'skaja-Belozerskaja (25 settembre 1805-12 gennaio 1824). Morì di parto.

### Terzo Matrimonio
Sposò, il 16 settembre 1825, la contessa Elizaveta Nikolevna Zotova (15 agosto 1808-25 marzo 1872), figlia del consigliere di stato, il conte Nikolaj Ivanovič Zotov. Ebbero sei figli:
- Elizaveta Aleksandrovna (11 ottobre 1826-18 febbraio 1902), sposò il principe Vladimir Ivanovič Barjatinskij, ebbero quattro figli;
- Aleksandra Aleksandrovna (02 novembre 1829—1892), sposò il principe Dmitrij Alekseevič Lobanov-Rostov, ebbero due figli;
- Nikolaj Aleksandrovič (3 settembre 1830-21 novembre 1830);
- Lev Aleksandrovič (1837–1864), sposò Marija Vladimirovna Titova, ebbero un figlio;
- Vladimir Aleksandrovič (29 aprile 1839-14 marzo 1840);
- Marija Aleksandrovna (1847-1919).